# Выговский, Бронислав
Бронислав Выговский (пол. Bronisław Wyhowski) — полковник пехоты Войска Польского, подполковник Русской императорской армии.

## Биография
Бронислав Выговский родился 12 января 1873 года в родовом имении Бабиничи. Получил образование в городе Мстиславль. В 1892 году окончил Чугуевское военное училище и поступил на службу в Русскую императорскую армию. С началом Первой мировой войны числился в рядах 45-го Сибирского стрелкового полка. После февральской революции покинул ряды Русской императорской армии и поселился с семьей в Иркутске.
В июле 1918 вступил в Польский легион, в ноябре этого же года вместе с легионом прибыл в Новониколаевск где вступил в 3-й полк польских стрелков им. Генрика Домбровского и занял должность заместителя командира полка. 25 января 1919 года полк перешел в состав 5-й дивизии польских стрелков под командованием полковника Казимира Румши. На должности заместителя командира прошел весь путь 5-й дивизии от Новониколаевска до станции Клюквенная, где большая часть дивизии капитулировала. 10 января 1920 года попал в плен к большевикам и только в 1922 году был освобожден в рамках обмена пленными, после чего вернулся в Польшу.
22 июля 1922 был принял в резерв армии, в корпус пехотных офицеров с одновременным зачислением в 43-й пехотный полк. 6 августа 1922 года был призван на службу в таможню с одновременной сдачей в распоряжение Главного таможенного управления. После служил комендантом пограничной стражи в городе Новогрудок. В 1923 году был зачислен офицером запаса 34-го пехотного полка города Бяла-Подляска, 31 декабря этого же года переведен на состояние покоя.

## Награды
- Орден Святого Владимира IV-й степени с мечами и бантом.[8]
- Георгиевское оружие (Золотое оружие «За храбрость»). 29 октября 1915[9]
- Орден Святого Станислава II-й степени с мечами.[10]
- Крест Храбрых[2]